# Danny Mastrogiorgio
Daniel „Danny” Mastrogiorgio (ur. 26 października 1964 w Mount Vernon) – amerykański aktor teatralny, filmowy, telewizyjny i głosowy.

## Życiorys

### Wczesne lata
Urodził się w Mount Vernon w Nowym Jorku. Studiował przez trzy lata w College of Marin w Hrabstwie Marin, zanim powrócił do Nowego Jorku na studia w Juilliard School.

### Kariera
Wystąpił w teatrze, filmach i telewizji. Zagrał w takich filmach jak Zaczarowana czy Ultrapies, a także w serialach telewizyjnych, takich jak Prawo i porządek, Rodzina Soprano i Gotham.
Mastrogiorgio ma w swoim dorobku kilka ról głosowych. Użyczył głosu w takich grach jak Grand Theft Auto: Liberty City Stories czy Red Dead Redemption. Obie gry zostały wyprodukowane przez Rockstar Games.
Jako weteran nowojorskich teatrów, występował w wielu znanych przedstawieniach off-Broadwayowskich, w tym Dwaj panowie z Werony (1994) jako trzeci banita, oraz grał na Broadwayu w takich spektaklach takich jak Doczekać zmroku (1998) ze Stephenem Langiem i debiutującym Quentinem Tarantino, Lucky Guy (2013) Nory Ephron z Tomem Hanksem, Rocky (2014), Strona tytułowa (2016-2017) Bena Hechta z Nathanem Lane’em oraz Zimna śmierć nadchodzi (2018) Eugene’a O’Neilla z Denzelem Washingtonem.

## Filmografia

### Filmy fabularne
- 1996: Uśpieni jako Nick Davenport
- 2003: Mój brat niedźwiedź jako Ram #2 (głos)
- 2007: Ultrapies jako szalony pies (głos)
- 2007: Zaczarowana jako Jerry
- 2009: Fighting jako Trader Jim
- 2011: Kocia ferajna – różne głosy
- 2012: Jak upolować faceta jako Lenny

### Seriale TV
- 1995: Prawo i porządek jako Perry Behrens
- 1997: Ostatni don jako Vincent Clereuzio
- 1998: Ostatni don II jako Vincent Clereuzio
- 1999: Spin City jako pierwszy pracownik rezerwy
- 2000: Prawo i porządek: sekcja specjalna jako Earl Miller / Earl Gilmore
- 2000: Prawo i porządek jako Bruce Valentine
- 2000: Brygada ratunkowa jako Stone
- 2002–2003: As the World Turns jako oficer Hagwood
- 2006: Rodzina Soprano jako Kevin Mucci
- 2008: Prawo i porządek: sekcja specjalna jako Orlando McTeer
- 2008: Prawo i porządek: Zbrodniczy zamiar jako John Testarossa
- 2008: Prawo i porządek jako Nicky Fatone
- 2011: Białe kołnierzyki jako Randy Morosco
- 2011: Impersonalni jako Derek Whitaker
- 2011: Główny podejrzany jako King Dickens
- 2012: Prawo i porządek: sekcja specjalna jako pan Fisher
- 2012: Zaprzysiężeni jako detektyw Freehill
- 2013: Elementary jako James Dylan
- 2014: Pozostawieni jako agent Kilaney
- 2014: Gotham jako Frankie Carbone
- 2014: Prawo i porządek: sekcja specjalna jako George Turner
- 2015: Żona idealna jako Joe Collins
- 2016: Billions jako Eric Isaacson
- 2016: Crisis in Six Scenes jako policjant
- 2016–2017: The Affair jako detektyw Stanton

### Głosy
- 2004: Grand Theft Auto: San Andreas jako pracownik Ammu-Nation
- 2005: Grand Theft Auto: Liberty City Stories jako Toni Cipriani
- 2005: The Warriors jako diler
- 2010: Red Dead Redemption jako kaznodzieja
- 2012: Max Payne 3 – różne głosy